# ولایت کوه‌های خینگان بزرگ
ولایت کوه‌های خینگان بزرگ یا ولایت داشینگ‌آن‌لینگ (به چینی: 大兴安岭地区)  یک ولایت در چین است که در هئی‌لونگ‌جیانگ واقع شده‌است.
این ولایت شمالی‌ترین واحد تقسیماتی چین می‌باشد، و با استان آمور در روسیه مرز بین‌المللی دارد.

## مناطق، شهرها، شهرستان‌ها
۲ منطقه که در تابعیت ولایت کوه‌های خینگان بزرگ قرار دارند، قانوناً متعلق به لواء خودمختار اوروچن در تابعیت «شهر در سطح ولایت» خولون‌بویر در منطقه خودمختار مغولستان داخلی می‌باشند. اما در عمل، در تابعیت این ولایت باقی مانده‌اند. این دو منطقهٔ تابعهٔ این ولایت، توسط حکومت خود ولایت تاسیس شده‌اند. این مناطق توسط وزارت امور داخله جمهوری خلق چین به رسمیت شناخته نشده‌اند، اما در ادارهٔ‌ آمار چین‌، از کد و ردیف خاص خویش برخوردارند.
۲ منطقه تابعهٔ دیگر تابع این ولایت، توسط حکومت خود ولایت تاسیس شده‌اند. این مناطق توسط وزارت امور داخله جمهوری خلق چین به رسمیت شناخته نشده‌اند و رسما بخشی از اراضی شهرستان هوما می‌باشند. اما در ادارهٔ‌ آمار چین‌، از کد و ردیف خاص خویش برخوردارند.
|                             |            |              |            |                      |             |  |  |  |  |  |
| نام                         | حروف چینی  | پین‌یین       | جمعیت-۱۳۹۹ | مساحت (کیلومتر مربع) | تراکم جمعیت |  |  |  |  |  |
| منطقه جاگداچی(۱)            | 加格达奇区 | Jiāgédáqí Qū | ۱۳۷٬۱۰۵    | ۱٬۳۵۸٫۵۸             | ۱۰۰٫۹۲      |  |  |  |  |  |
| منطقه سونگ‌لینگ(۱)           | 松岭区     | Sōnglǐng Qū  | ۱۵٬۹۹۶     | ۱۶٬۸۰۱٫۷۸            | ۰٫۹۵        |  |  |  |  |  |
| منطقه شین‌لین(۲)             | 新林区     | Xīnlín Qū    | ۲۰٬۳۶۲     | ۸٬۷۰۲٫۷۱             | ۲٫۳۴        |  |  |  |  |  |
| منطقه هوژونگ(۲)             | 呼中区     | Hūzhōng Qū   | ۱۶٬۳۵۹     | ۹٬۳۷۱٫۵۵             | ۱٫۷۵        |  |  |  |  |  |
| شهر موهه (شهر در سطح ولایت) | 漠河市     | Mòhé Shì     | ۵۴٬۰۳۶     | ۱۸٬۴۲۷٫۶۹            | ۲٫۹۳        |  |  |  |  |  |
| شهرستان تاهه                | 塔河县     | Tǎhé Xiàn    | ۵۱٬۰۵۶     | ۱۴٬۰۶۱٫۸۲            | ۳٫۶۳        |  |  |  |  |  |
| شهرستان هوما                | 呼玛县     | Hūmǎ Xiàn    | ۳۶٬۳۶۲     | ۱۴٬۲۰۴٫۶۶            | ۲٫۵۶        |  |  |  |  |  |

نکات
1. این مناطق، قانوناً متعلق به لواء خودمختار اوروچن در تابعیت «شهر در سطح ولایت» خولون‌بویر در منطقه خودمختار مغولستان داخلی می‌باشند. اما در عمل، در تابعیت ولایت کوه‌های خینگان بزرگ باقی مانده‌اند. این دو منطقهٔ تابعهٔ این ولایت، توسط حکومت خود ولایت تاسیس شده‌اند. این مناطق توسط وزارت امور داخله جمهوری خلق چین به رسمیت شناخته نشده‌اند، اما در ادارهٔ‌ آمار چین‌، از کد و ردیف خاص خویش برخوردارند.
2. این مناطق توسط حکومت خود ولایت تاسیس شده‌اند. این مناطق توسط وزارت امور داخله جمهوری خلق چین به رسمیت شناخته نشده‌اند و رسما بخشی از اراضی شهرستان هوما می‌باشند. اما در ادارهٔ‌ آمار چین‌، از کد و ردیف خاص خویش برخوردارند.